# Nycteribia sarasini
Nycteribia sarasini är en tvåvingeart som beskrevs av Falcoz 1921. Nycteribia sarasini ingår i släktet Nycteribia och familjen lusflugor. Inga underarter finns listade i Catalogue of Life.